# Семен Гольшанський
Семе́н Ю́рійович Гольша́нський (Ольшанський; бл. 1445 — 1505) — князь степанський та дубровицький, державний діяч Великого князівства Литовського.

## Життєпис
Великий гетьман Литовський (1500—1501), намісник луцький (1501—1505) після полонення в битві над Ведрошею Костянтина I Острозького та Івана Литавора Хребтовича, маршалок Волинської землі, намісник кам'янецький. Останній представник чоловічої лінії роду Гольшанських. Зять Марія Несвицької (Рівненської).
1495 році відбив вторгнення кримських татари, що проникли на Волинь і взяли в облогу Корець. 1496 року кримські татари на чолі із синами хана Менглі Гірея знову атакували Волинь. В свою чергу князь Семен Юрійович із намісником володимирським Василем Хребтовичем та князем Костянтином Івановичем Острозьким дав бій біля Рівного, але змушен був відступити до тамтешнього замку. Татари сплюндрували усе Ровенське князівство, після чого підійшли під Луцьк, пограбували і спалили Жидичинський монастир із церквою Святого Миколи та, набравши безліч ясиря, повернулися до Криму. 
1503 року розпочинає заміну дерев’яних укріплень Окольного замку в Луцьку на цегляні і активно готує місто до оборони. Великі кошти з луцького мита використовуються для побудови цегельні на березі Стиру і виготовлення сотень тисяч штук цегли, на придбання котлів для варки селітри і виготовлення пороху, на закупівлю вапна, на оновлення покриття замкових башт, на утримання військових спеціалістів і на оплату задіяним у будівельних роботах найманим робітникам. Помирає 1505 року в розпал робіт (були завершені 1507 року).

## Маєтності
Після смерті матері й двох братів отримав у власність, зокрема, Подоляни, Горбачів, Степань. Набув від великого князя Вітовта 1502 року, зокрема, Головин; від Федора Болбаса — Розтоки, Поріччя. За отримані в дружини маєтки записав 2000 кіп грошів на Барані, Глуську. В результаті шлюбу придбав володіння на Волині.
Після смерті маєтності перейшли до 6 сестер, а потім, з їхнім посагом, розійшлися серед князівських родів Сапег, Заславських, Полубенських, Курбських, Кердеїв, Соломерецьких, Вишневецьких.

## Родина
Був одружений з княжною Анастасією Семенівною Збаразькою (пом. перед 1516), якій за отримані від неї маєтки в 1483 році   У шлюбі мав сина Лева, який помер у дитинстві, і двох дочок: Анастасію і Тетяну. Тетяна в 1509 році стала дружиною першого великого гетьмана литовського князя Костянтина I Острозького.